# 奧拉里亞 (米納斯吉拉斯州)
奧拉里亞（葡萄牙語：Olaria）是一個位於巴西東南部米納斯吉拉斯州的市鎮。

## 外部鏈結
- 官方网站